# Jürgen Harms
Jürgen Harms (* 1944 in Darmstadt) ist ein deutscher Wirbelsäulenchirurg.

## Leben
Harms studierte 1963 bis 1968 Medizin an der Universität Frankfurt und der Universität des Saarlandes in Homburg mit der Spezialisierung Orthopädie, den Facharzt schloss er 1974 ab.
1978 erhielt er einen Ruf als Professor für Orthopädie an die Universität des Saarlandes in Homburg. Er führte wissenschaftliche Untersuchungen über neue Chirurgietechniken und neue Materialien und Instrumente für Wirbelsäulen- und Hüftchirurgie durch. Von 1980 bis Februar 2011 war er Leitender Arzt der Orthopädie und Wirbelsäulenchirurgie am Klinikum Karlsbad-Langensteinbach. Dort behandelte er unter anderem den CDU-Politiker Wolfgang Schäuble, welcher als Folge eines Attentats vom Brustwirbel abwärts gelähmt war.

## Leistungen
Jürgen Harms ist ein international renommierter Spezialist auf dem Gebiet der Wirbelsäulenchirurgie. Er hat mehr als 10.000 Wirbelsäulenoperationen geleitet und gehört damit zu den erfahrensten Wirbelsäulenexperten weltweit. Er ist Wegbereiter fortschrittlicher Operationstechniken in der Skoliosechirurgie, Tumorchirurgie, der transoralen Chirurgie, der TLIF-Technik oder der dorsalen Fixation des atlanto-axialen Komplexes, die inzwischen weltweit praktiziert werden. Sein langjähriger erfolgreich praktizierter Austausch zwischen Medizin und Technik führte zur Entwicklung neuer Implantatsysteme für die Wirbelsäulenchirurgie, darunter den nach ihm benannten Harms-Titan-Korb, der auch kurz Harms-Korb bzw. Harms-Körbchen genannt wird. Harms ist ein Referent bei internationalen medizinischen Fachkongressen und unterstützt als Berater verschiedene Forschungsprojekte.

## Mitgliedschaften und Zusammenarbeit
- Wissenschaftliche Zusammenarbeit mit Wirbelsäulenspezialisten weltweit auch als  Gastprofessor und Gastchirurg
- Publikationen über neue Wirbelsäulen-Operationstechniken
- Editor Fachzeitschriften für Orthopädie
- Ehrenmitglied  Scoliosis Research Society (SRS)